# تفسير السلمي
تفسير السلمي أو حقائق التفسير تفسير القرآن العزيز أحد كتب التفاسير، ألفه أبو عبد الرحمن محمد بن الحسين بن موسى الأزدي السلمي (ت: 412 هـ).
سار المؤلف على منهج متميز عن كثير من المناهج السائدة بين المفسرين، فسلك منهج التفسير الإشاري، وهو منهج من مناهج الصوفية في تفسير القرآن الكريم، كما أنه ينقل عن عدد من أعلام الصوفية مثل: ابن عطاء السكندري، والجنيد، والتستري وغيرهم، والمؤلف حرص على أن يكون كتابه شاملاً لجميع سور القرآن إلا أنه لم يفسر جميع الآيات القرآنية وإنما يفسر بعضها ويترك البعض الآخر،  وقد قال فيه السبكي: «لا ينبغي له أن يصف بالجلالة من يدعي فيه التحريف والقرمطة، وكتاب حقائق التفسير المشار إليه قد كثر الكلام فيه من قبل أنه اقتصر فيه على ذكر تأويلات ومحال للصوفية ينبو عنها ظاهر اللفظ».

## الاسم وسبب التأليف
حقائق التفسير، ويسمى: تفسير السلمي، وهو من تأليف أبي عبد الرحمن السلمي المتوفى سنة 412 هـ.
ذكر أبو عبد الرحمن السلمي سبب تأليفه للتفسير في مقدمة كتابه بقوله: «ولما دانت المتوسمين بالعلوم الظواهر، صنفوا في أنواع القرآن، من فوائد ومشكلات، وأحكام وإعراب ولغة، ومجمل ومفسر وناسخ ومنسوخ، وإعراب ما يشغل منهم لجميع فهم خطابه على حساب الحقيقة إلا آيات متفرقة نسبت إلى أبي العباس بن عطاء، وآيات ذكر أنها من جعفر بن محمد عليه السلام على غير ترتيب، وكنت قد سمعت منهم في ذلك جزءا استحسنتها أحببت أن أضم ذلك إلى مقالتهم وأضم أقوال المشايخ أهل الحقيقة إلى ذلك، وأرتبه على السور حسب وسعي وطاقتي؛ فاستخرت الله في جميع ذلك شيء منه، واستعنت به في جميع أموري وهو حسبي ونعم المعين». 

## منهج التأليف
سار المؤلف على منهج مخالف لكثير من المناهج السائدة بين المفسرين، فسلك منهج التفسير الإشاري وهو منهج من مناهج الصوفية في تفسير القرآن الكريم، كما أنه ينقل عن عدد من أعلام الصوفية مثل: ابن عطاء السكندري، والجنيد، والتستري وغيرهم، والمؤلف حرص على أن يكون كتابه شاملاً لجميع سور القرآن إلا أنه لم يفسر جميع الآيات القرآنية وإنما يفسر بعضها ويترك البعض الآخر.

## موقف العلماء من الكتاب
- قال الذهبي: «وقد أخذ ابن عباس عن عدد كبير من الصحابة وأخذ التفسير عن ابن مسعود وعن طائفة من الصحابة والتابعين وما يعرف بأيدي الأمة تفسير ثابت عن علي وما ورد عنه من التفسير فقليل، وأما ما ينقل أبو عبد الرحمن السلمي الصوفي في حقائق التفسير عن جعفر الصادق فكذب عليه».[5]
- قال علي بن أحمد الواحدي: «صنف أبو عبد الرحمن السلمي كتاب حقائق التفسير، ولو قال إن ذلك تفسير للقرآن لكفر به».[6]
- قال تاج الدين السبكي: «لا ينبغي له أن يصف بالجلالة من يدعي فيه التحريف والقرمطة، وكتاب حقائق التفسير المشار إليه قد كثر الكلام فيه من قبل أنه اقتصر فيه على ذكر تأويلات ومحال للصوفية ينبو عنها ظاهر اللفظ»[3]
- قال إحسان إلهي ظهير: «وجاء أبو عبد الرحمن السلمي فصنف لهم كتاب السنن، وجمع لهم حقائق التفسير فذكر عنهم فيه العجب في تفسيرهم القرآن بما يقع لهم من غير إسناد ذلك إلى أصل من أصول العلم، وإنما حملوه على مذاهبهم، والعجب من ورعهم في الطعام وانبساطهم في القرآن».[7]
- قال عبد الرحمن بن عبد الخالق: «وقد جمع أبو عبد الرحمن السلمي في تفسير القرآن من كلامهم الذي أكثره هذيان لا يحل نحو مجلدين سماها حقائق التفسير»[8]

## خصائص الكتاب
- استيعابه لجميع سور القرآن الكريم.
- اعتماده على التفسير الإشاري مع عدم تعطيله لظواهر الآيات.
- نقله عن علماء التفسير الإشاري المتقدمين، مثل: جعفر الصادق، وابن العطاء السكندري.
- يعد الكتاب جامعاً لأقوال المفسرين المتقدمين من علماء التفسير الإشاري.

## طبعات الكتاب
- جامعة القاهرة بتحقيق الطالب: سلمان نصيف جاسم التكريتي نال به شهادة الماجستير سنة 1975م.
- دار الكتب العلمية، الطبعة الأولى 1421 هـ - 2006م.

## التفسير
يُعد التفسير من أهم تفاسير الصوفية، ويعد من أمهات المراجع لتفسير أهل الحقيقة لمن تأخر عنه كالقشيري والشيرازي، وهو امتداد لتفسير التستري وعمل فيه السلمي على التفصيل فيه، والتحرير الواسع للذوق الصوفي في فهمه لمعاني كلمات اللّه في القرآن، يقول في مقدمته:

## نهج المفسر
يستوعب التفسير جميع سور القران الكريم، ولكن لا يتعرض لكل الآيات، بل يتكلم عن بعضها ويتجاوز بعضها الآخر، وهو لا يتعرض فيه لظاهر القران وإنما جرى فيه على نمط التفسير الإرشادي، وهو إذ يقتصر على ذلك لا يعني أن التفسير الظاهر غير مراده، لأنه يصرح في مقدمة التفسير أنه أحب أن يجمع تفسير أهل الحقيقة في كتاب مستقل كما فعل أهل الظاهر.